# Gaolou, Chongqing
Gaolou (kinesiska: 高楼) är en köping i sydvästra Kina. Den ligger i stadsdistriktet Tongliang i storstadsområdet Chongqing,  omkring 79 kilometer nordväst om det centrala stadsdistriktet Yuzhong. Antalet invånare är 6 364. Befolkningen består av 3 150 kvinnor och 3 214 män. Barn under 15 år utgör 15,0 %, vuxna 15-64 år 63 %, och äldre över 65 år 20,0 %.